# 川越市斎場
川越市斎場（かわごえしさいじょう）は、埼玉県川越市に所在する火葬場。2017年4月1日に旭町1丁目20番地9から小仙波に移転開業した。

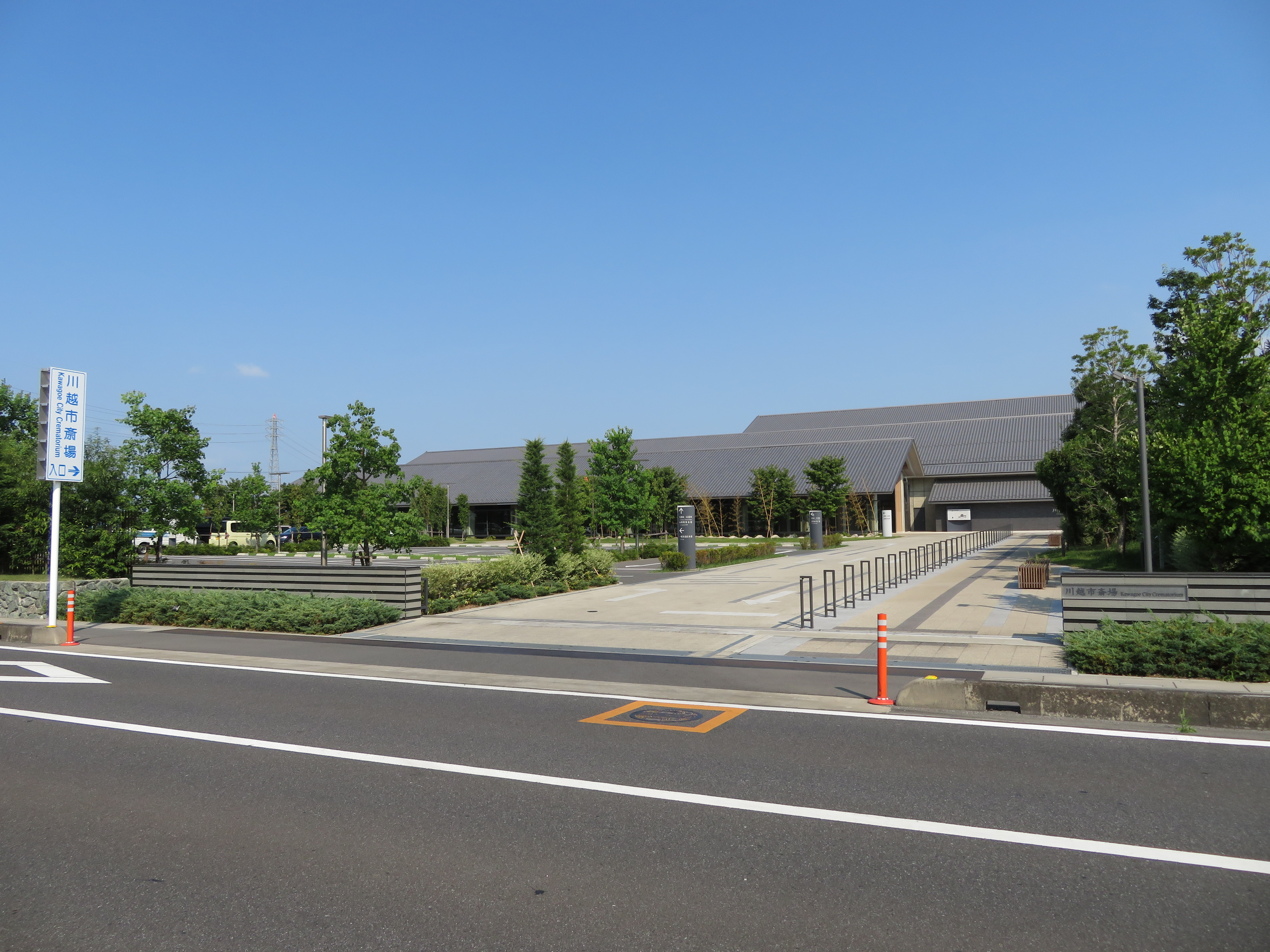
川越市斎場

## 概要

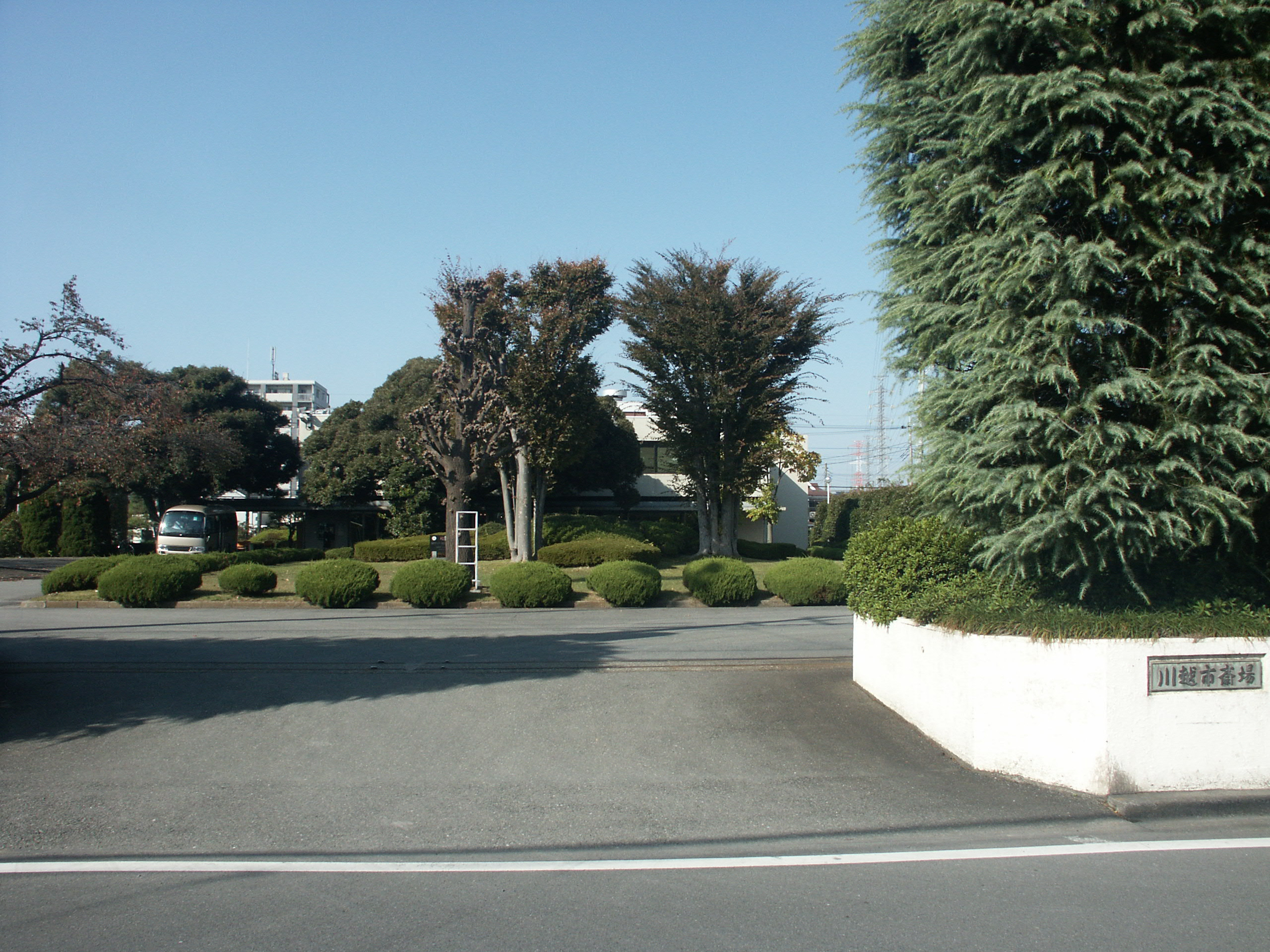
旧施設

川越市旭町の現在地に1923年に開設し、1976年に建物を改築しているが、老朽化と狭隘化のため市東部の小仙波に移転することを決定。国道16号線と国道254号線バイパスに挟まれた場所で、周辺は閑静な田園地帯である。2013年6月に都市計画事業を認可し、2014年度から着工、2017年4月1日より供用を開始した。

## 所在地
- 川越市大字小仙波786番地1

## アクセス
- 西武新宿線本川越駅もしくは東武東上線、JR川越線川越駅下車で西武バス川越駅東口経由川越グリーンパーク行き「市民聖苑やすらぎのさと前」降車すぐ